# Paz Levinson
Pour les articles homonymes, voir Levinson.
Maria Paz Levinson Huarte, plus connue sous le nom de Paz Levinson, née en 1978 à Bariloche (Argentine), est une sommelière argentine. Elle remporte les titres de meilleur sommelier d'Argentine en 2010 et en 2014 ainsi que celui de meilleur sommelier des Amériques en 2015. Elle est nommée chef sommelière exécutive du Groupe Pic en mars 2018,.

## Biographie
Paz Levinson est née à Bariloche en Patagonie, à 1 700 km de la capitale Buenos Aires, en 1978. Durant sa jeunesse et son enfance, elle se destine à devenir professeur de lettres en Argentine.
Son père commercialise des produits du terroir de Mendoza et sa mère est une psychologue née à Buenos Aires. Sa sœur est désormais décoratrice en Italie, son frère professeur à Buenos Aires et sa dernière sœur, violoncelliste à Bariloche. Paz Levinson hésite entre une carrière dans l'œnologie et une carrière de poétesse, c'est d'ailleurs dans ce but de ses études qu'elle a déménagé à Buenos Aires l'année de ses 18 ans.
Paz Levinson est initiée au vin à la table familiale de son Argentine natale. Une terre d'émigrés italiens, français et espagnols qui ont importé la culture de la vigne au point de hisser le pays au rang de cinquième plus grand producteur au monde. Lors de ses années à Buenos Aires, elle obtient un boulot de plongeuse au restaurant Resto de Maria Barrutia, dans le quartier de Recoleta, qui est très réputé grâce à sa cheffe, et connu pour être lié à Michel Bras. C'est d'ailleurs à ce moment-là où elle commence à s'intéresser et à poser des questions sur le service et la sommellerie.
La cheffe réputée de ce restaurant Maria Barrutia lui propose alors d'étudier dans son école qui est la première école de sommellerie de son pays. Paz Levinson débute donc des études de sommellerie et de littérature tout en travaillant en tant que plongeuse. À la suite de ses études elle devient formatrice dans l'école de Maria Barrutia. Paz Levinson s'initie à l'apprentissage du goût et à la technique de dégustation.
Par la suite, Paz Levinson travaille en tant que sommelière au Chili, en Californie, en Chine ainsi qu'à Londres pour enfin s'installer à Paris dans le but d'apprendre le français. Elle commence sa carrière française à l'Épicure, restaurant gastronomique triplement étoilé de l'hôtel Bristol, puis rejoint le Virtus connu pour la cuisine nippo-argentine de Chiho Kanzaki et Marcelo Di Giacomo, dans lequel elle forme tous les serveurs à l'œnologie comme elle l'a été. Basée à Paris avec son mari ,Miguel Angel Petrecca, un traducteur et poète, elle est sans cesse sur les routes des vignobles à la recherche de nouvelles bouteilles à présenter à la carte des restaurants du groupe Pic.
Dans le cadre du documentaire de Veran Prediani À la recherche des femmes cheffes qui est sorti en juillet 2017, elle rencontre Anne-Sophie Pic, seule cheffe française d'un restaurant trois étoiles, et décide de travailler dans son établissement. En mars 2018, elle devient donc la cheffe sommelière du groupe Anne-Sophie Pic à Paris, Valence, Londres, et Lausanne.
En dehors de son travail, elle utilise son temps libre pour déguster de nouveaux vins, rencontrer de nouvelles personnes et enfin étudier.

## Distinctions
- Meilleure sommelière d'Argentine en 2010 et 2014
- Meilleure sommelière des Amériques en 2015
- 4e Meilleure Sommelière du monde en 2016